# Spectroscopie dans l'infrarouge moyen
La spectroscopie dans l'infrarouge moyen est une spectroscopie infrarouge qui traite de la région infrarouge moyen du spectre électromagnétique. Le rayonnement infrarouge moyen varie approximativement de 4 000 à 400 cm−1 (25 à 2,5 μm, en pratique gamme de 30 à 1,4 μm). Elle est utilisée pour étudier les vibrations fondamentales des molécules et la structure rotationnelle-vibrationnelle associée.

## Réalisation
Il est difficile de réaliser une spectroscopie dans l'infrarouge moyen, du fait que les diodes électroluminescentes (DEL) n’émettent pas dans l'infrarouge moyen. Les techniques actuelles utilisent des méthodes d’interférences optiques : chauffer un barreau en carbure de silicium, émettre un laser hélium-néon, les séparer tous les deux en deux parts égales et les faire entrer en interférence avec le même déphasage entre les deux sources. En utilisant l'amplitude résultante pour le laser, évaluer la valeur du déphasage appliqué sur la source d'infrarouge qui traverse l'échantillon. En balayant ainsi les déphasages tout en mesurant l'amplitude des infrarouges reçus, on reconstruit le spectre d'absorption par des méthodes mathématiques,.